# Tremble
 (mars 2018).
Si vous disposez d'ouvrages ou d'articles de référence ou si vous connaissez des sites web de qualité traitant du thème abordé ici, merci de compléter l'article en donnant les références utiles à sa vérifiabilité et en les liant à la section « Notes et références ».
Populus tremula
Espèce
Classification phylogénétique
Répartition géographique
Statut de conservation UICN

 LC  : Préoccupation mineure
Le Tremble, Tremble d'Europe ou Peuplier tremble (Populus tremula) est une espèce de plantes à fleurs du genre Populus et de la famille des Salicaceae. C'est un arbre de taille moyenne à feuilles caduques. Seule espèce de peuplier forestier, il est répandu dans l'ensemble de l'Eurasie.
Une espèce semblable portant aussi le nom de tremble vit en Amérique du Nord : le Peuplier faux-tremble (Populus tremuloides).

## Étymologie
Tremula (tremble) doit son nom au fait que ses feuilles s'agitent au moindre souffle de vent, le long pétiole aplati transversalement étant souple et flexible. Ce nom est aussi utilisé au Québec pour désigner une espèce du même genre, le peuplier faux-tremble (Populus tremuloides).
Malgré une étymologie populaire selon laquelle le latin Populus (peuplier) évoquerait le peuple parce que les places publiques romaines étaient ombragées de peupliers, le mot pŏpǔlus qui a donné en français « peuple », masculin avec un o court, n'est pas le même mot que le mot pōpǔlus qui a donné « peuplier », féminin, avec un o long. L'origine de ce dernier n'est pas connue.

## Description

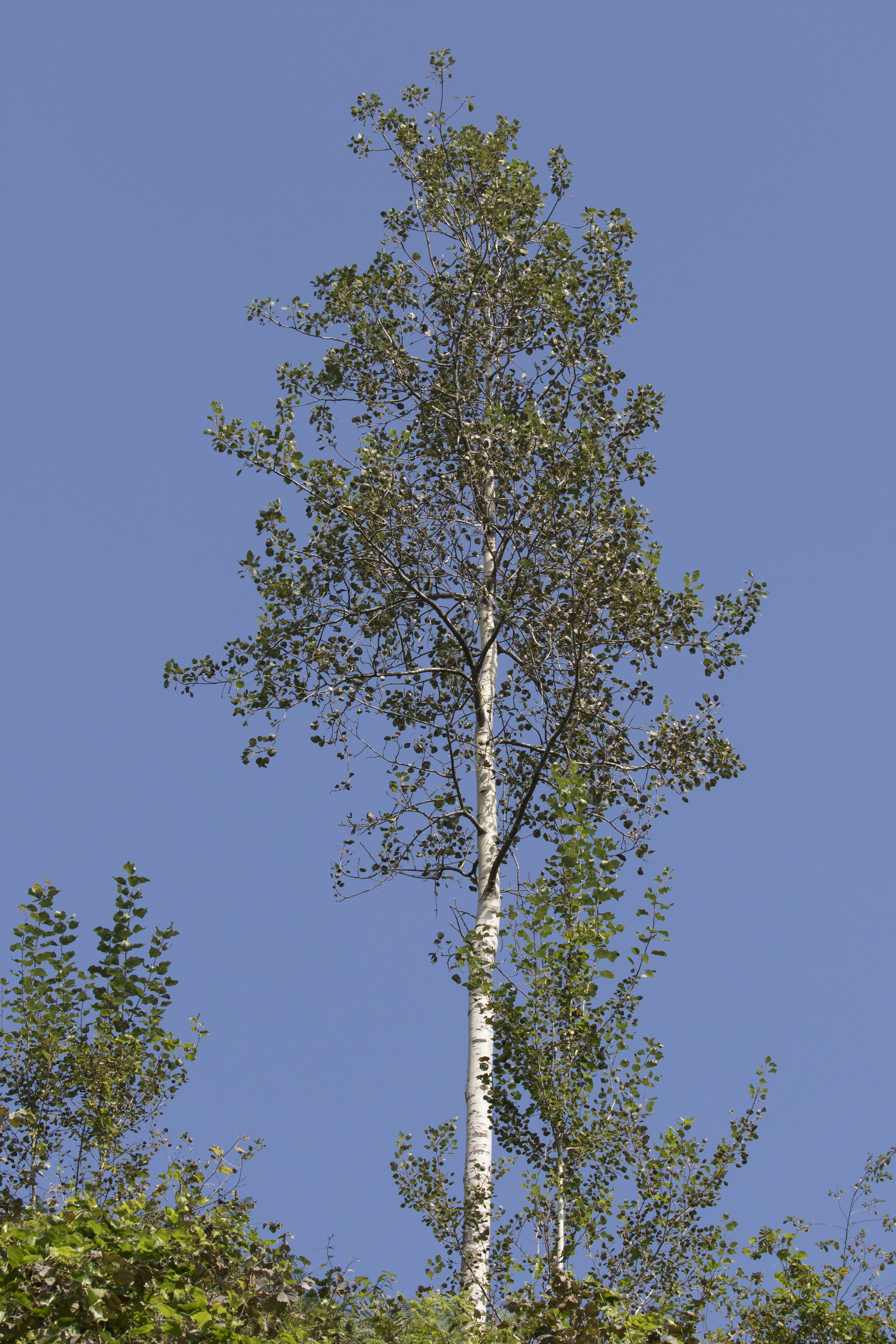
Un tremble.

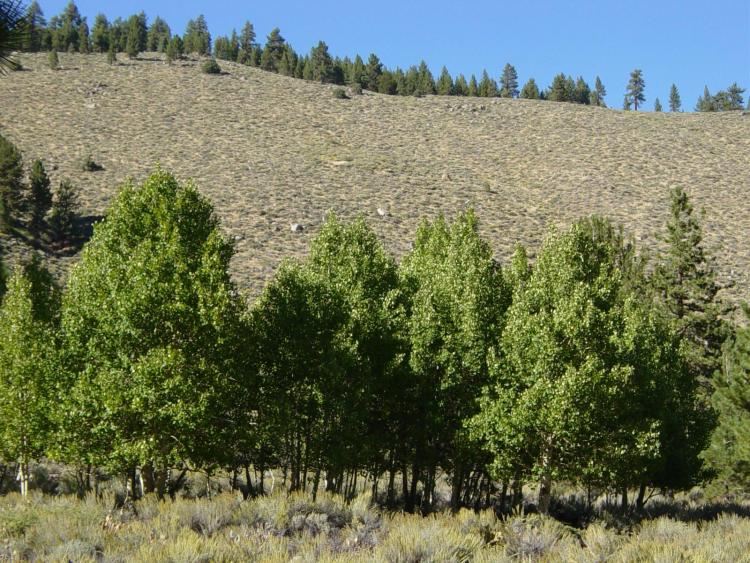
Des trembles en lisière de bois.

C'est un arbre au port étalé à croissance vigoureuse, de taille moyenne, de 20 à 30 m de haut. L'écorce est lisse, parsemée de lenticelles en losange, se crevassant avec l'âge. Le système racinaire est traçant.
Les feuilles sont petites, glabres, alternes, arrondies, crénelées, cordées et acuminées, à couleur variable (rouge bronze, puis vert foncé, enfin jaune en automne), à pétiole allongé et aplati, très souple. Ces feuilles peuvent réaliser la photosynthèse avec leurs deux faces.
Les fleurs sont groupées en chatons pendants mâles (gris argentés à rouges) et femelles (verts) sur des pieds séparés (espèce dioïque). La pollinisation se fait par le vent mais comme les autres peupliers, l'espèce se propage le plus souvent par les rejets poussant sur les racines qui peuvent être produits jusqu'à 40 m de l'arbre parent, formant ainsi de vastes colonies clonales.
On trouve des nectaires extrafloraux à la base des pétioles.
Le fruit est une capsule glabres avec des graines blanches et duveteuses.
Le bois est de couleur blanc crème, très homogène, de bonne résistance mécanique, de densité 0,45-0,50.

## Caractéristiques
- Organes reproducteurs :
  - Type d'inflorescence : épi simple
  - Répartition des sexes : dioïque
  - Type de pollinisation : anémogame
  - Période de floraison : mars à avril
- Graine :
  - Type de fruit : capsule
  - Mode de dissémination : anémochore
- Habitat et répartition :
  - Habitat type : bois caducifoliés médioeuropéens, planitiaires-collinéens, acidoclines
  - Aire de répartition : eurasiatique méridional

Données d'après : Julve, Ph., 1998 ff. - Baseflor. Index botanique, écologique et chorologique de la flore de France. Version : 23 avril 2004. 

## Biologie
Floraison vers mars-avril (avant l'apparition des feuilles).
Arbre de croissance rapide, à longévité atteignant de 70 à 80 ans, avec un maximum de 120 ans. Sa valeur écologique de Landolt est F323-433-p. C'est une essence forestière de pleine lumière, mais supportant un ombrage temporaire. Elle pousse sur des sols moyennement humides, frais et bien drainés. Exigences trophiques : large amplitude trophique, moyennement acide à neutrocline (environnement au ph neutre). Elle se trouve disséminée dans les espaces libres : coupes, clairières, lisières des bois, ne formant pas de peuplements denses, mais des bouquets, car elle drageonne beaucoup. C'est une espèce pionnière lors du reboisement de terres brûlées.

## Répartition
Arbre de plaine dans la majeure partie de l'Europe, de l'Asie du Nord (Sibérie, Chine, Mongolie, Caucase) et de l'Afrique du Nord, il vit entre les étages collinéen à subalpin en Suisse. Il est présent en montagne jusqu'à 2150 m d'altitude (les plus hauts, nombreux, sont dans le Vallon de Maurin, sur la commune de Saint-Paul-sur-Ubaye dans le massif de Chambeyron).
Ne pas confondre avec le tremble d'Amérique du Nord, voir Populus tremuloides.

## Utilisations
Le bois, tendre et léger, est utilisé pour :
- la pâte à papier,
- la menuiserie, panneaux de meubles, emballage,
- le déroulage (fabrication d'allumettes),
- certains toits d'église en Russie, car en vieillissant, le bois prend la couleur de l'argent,
- le calage d'arbres de cimenterie.

L'écorce a des propriétés fébrifuges (propriétés médicinales). L’écorce interne ou xylème est utilisée dans une tisane pour traiter la fièvre, la toux et la douleur. Elle contient de la salicyline, qui se trouve également dans les saules et est l’ingrédient de base de l’aspirine.
C’est une plante mellifère intéressante principalement pour son apport en propolis très tôt dans la saison apicole.

## Culture

Blason de la ville d'Aspach : D'argent à trois trembles arrachés de sinople.

Dans les pays anglo-saxons, la légende dit que le bois de la vraie croix est celui du peuplier tremble. C'est pour cela qu'il tremble tout le temps : c'est d'horreur car son bois a été utilisé pour tuer le Christ.

## Maladies et ravageurs

### Affections des feuilles
Harmandiola cavernosa, Harmandiola tremulae et Contarinia petioli provoquent des galles sur les feuilles.

## Phytosanitaire
Le tremble est vecteur de la rouille courbeuse du pin maritime. Il est donc déconseillé de cultiver ces deux espèces proches l'une de l'autre.